# Ludger Kazmierczak
Ludger Kazmierczak (* 1969 in Kleve) ist ein deutscher Journalist, Hörfunk- und Fernsehkorrespondent. Er betreibt im Auftrag des WDR das ARD-Hörfunkbüro Niederlande.

## Leben
Kazmierczak studierte Theater-, Film- und Fernsehwissenschaften, Germanistik und Skandinavistik in Bochum.  Er volontierte danach beim WDR in Köln. Seit 2002 arbeitet er für das Klever WDR-Büro. Ab dem Jahr 2004 pendelte er als Büroleiter und Niederlande-Korrespondent zwischen Kleve und Den Haag. Von 2009 bis 2011 war er als Korrespondent im ARD-Auslandsstudio in Warschau tätig; er gilt seitdem als Osteuropa-Experte. Kazmierczak verfasst Reportagen und Kommentare für die ARD, den Deutschlandfunk und Deutschlandradio Berlin sowie die der ARD zugehörigen Rundfunk- und Fernsehanstalten.

Sporadisch ist Kazmierczak auch als Fernsehkorrespondent tätig: Beispielsweise für Live-Schalten im WDR Fernsehen und Berichte im Ersten und für die Lokalzeit aus Duisburg. Für die Lokalzeit fungierte er im November 2022 auch als Moderator. 

Kazmierczak tritt auch als Kabarettist u. a. mit seinem Programm „Herrencreme – ein Heimatabend“ auf.

## Publikationen
- Zwischen den Polen. Warschauer Korrespondenten-Geschichten. Agenda Verlag, Münster 2011, ISBN 978-3-89688-446-6.
- mit Robert Nippoldt (Ill.), Rüdiger Dehnen u. a.: Kleve, Cleves, Kleef. Hrsg. vom Klevischen Verein für Kultur und Geschichte, Kleve 2009, ISBN 978-3-936813-00-5.